# ヨーロッパ女子サッカー競技会1984
ヨーロッパ女子サッカー競技会1984（英: 1984 European Competition for Women's Football）は、1984年4月8日から5月27日にかけて開催された第1回目のUEFA欧州女子選手権（女子ユーロ）である。決勝でスウェーデンがPK戦の末イングランドを破り、初代優勝国となった。予選大会は4グループからなり、各グループの1位が、ホーム&アウェー方式で行われる本大会の準決勝に進んだ。16チーム（当時のUEFA加盟国数の半分以下）のみの参加に留まったため、この大会は公式な地位を認められなかった。

## 結果

### 準決勝
第1戦
| 1984年4月8日 |

| イングランド                  | 2 - 1 | デンマーク    |
| カール 31分 · ディーガン 51分 |       | Hindkjær 49分 |

| グレスティ・ロード（クルー） 観客数: 1,000人 主審: ケビン・オサリバン |

| 1984年4月8日 |

| イタリア                            | 2 - 3 | スウェーデン                                          |
| モラーチェ 21分 · ヴィニョット 29分 |       | ヨハンソン 23分 · スンドハーゲ 48分 · ウーシタロ 57分 |

| スタディオ・フラミニオ（ローマ） 観客数: 5,000人 主審: ヴェルナー・フェクラー |

第2戦
| 1984年4月28日 |

| デンマーク | 0 - 1 | イングランド    |
|            |       | バンプトン 44分 |

| ヨーリン・スタディオン（ヨーリン） 観客数: 1,462人 主審: Kai Natri |

合計スコア3-1でイングランドが勝利
| 1984年4月28日 |

| スウェーデン            | 2 - 1 | イタリア        |
| スンドハーゲ 28分, 52分 |       | モラーチェ 50分 |

| フォルクンガヴァレン（リンシェーピング） 観客数: 5,162人 主審: ロルフ・ハウゲン |

合計スコア5-3でスウェーデンが勝利

### 決勝
第1戦
| 1984年5月21日 |

| スウェーデン      | 1 - 0 | イングランド |
| スンドハーゲ 57分 |       |              |

| ウッレヴィ（ヨーテボリ） 観客数: 5,662人 主審: キース・バッカー |

第2戦
| 1984年5月27日 |

| イングランド                                 | 1 - 0 | スウェーデン                                               |
| カール 31分                                  |       |                                                            |
|                                              | PK戦  |                                                            |
| カール ガリモア バンプトン ハンソン デービス | 3 - 4 | ボルイェソン アンデション ヨハンソン ヤンソン スンドハーゲ |

| ケニルワース・ロード（ルートン） 観客数: 2,565人 主審: I Goris |

PK戦4-3でスウェーデンが勝利（延長戦なし）

## 優勝国
| ヨーロッパ女子サッカー競技会1984優勝国 |
| -------------------------------------- |
| · スウェーデン · 初優勝                |

## 得点ランキング
| 順位 | 選手名                     | 得点数 |
| ---- | -------------------------- | ------ |
| 1    | ピア・スンドハーゲ         | 4      |
| 2    | リンダ・カール             | 2      |
| 2    | カロリーナ・モラーチェ     | 2      |
| 4    | リズ・ディーガン           | 1      |
| 4    | Inge Hindkjær              | 1      |
| 4    | エリザベッタ・ヴィニョット | 1      |
| 4    | ヘレン・ヨハンソン         | 1      |
| 4    | ドリス・ウーシタロ         | 1      |
| 4    | デビー・バンプトン         | 1      |